# Robert Luft
Robert Luft (* 6. Januar 1956 in Mainz) ist ein deutscher Osteuropahistoriker.

## Leben
Luft absolvierte ein Studium der Geschichte, Osteuropäischen Geschichte, Mathematik und Volkswirtschaftslehre an den Universitäten Mainz und Wien. Seit 1990 ist er wissenschaftlicher Mitarbeiter am Collegium Carolinum und war von 1991 bis 2006 dessen Geschäftsführer. 2002 wurde er an der Universität Mainz promoviert. Er arbeitet zur politischen und sozialen Geschichte der Habsburgermonarchie und der Tschechoslowakei, insbesondere zur Parteien- und Parlamentsgeschichte sowie zur Biographieforschung. Weitere seiner Themenfelder sind Geschichte der Zivilgesellschaft, interethnische Beziehungen, Bildungsgeschichte und Geschichte der Frauen. Er initiierte 1997 und organisierte bis 2021 die Münchner Bohemisten-Treffen. Von 2006 bis 2021 leitete er die Redaktion des Biographischen Lexikons zur Geschichte der böhmischen Länder. 
Seit 1996 nimmt er Lehraufträge an der Universität Regensburg, der Universität Passau und an der Ludwig-Maximilians-Universität München wahr. 2009 bis 2018 war er Dozent am Internationalen Graduiertenkolleg „Religiöse Kulturen im Europa des 19. und 20. Jahrhunderts“ der Ludwig-Maximilians-Universität München und der Karls-Universität Prag. 
Seit 2002 ist er Vorstandsmitglied (in den Jahren 2005 bis 2022 Vorsitzender) der Historischen Kommission für die böhmischen Länder.

## Auszeichnungen
- 2013 Wissenschaftspreis der Margaretha Lupac Stiftung für Parlamentarismus und Demokratie des Österreichischen Parlaments.[2]
- 2014 Palacký-Medaille für Verdienste um die Geschichtswissenschaften der Akademie der Wissenschaften der Tschechischen Republik in Prag.

## Schriften
- Zusammen mit Rudolf Jaworski (Hrsg.): 1848/49 – Revolutionen in Ostmitteleuropa. Vorträge der Tagung des Collegium Carolinum in Bad Wiessee vom 30. November bis 1. Dezember 1990. München 1996.
- Zusammen mit Markus Cerman (Hrsg.): Untertanen, Herrschaft und Staat in Böhmen und im „Alten Reich“: Sozialgeschichtliche Strukturen. (= Veröffentlichungen des Collegium Carolinum. Bd. 99). München 2005.
- Zusammen mit Ludwig Eiber (Hrsg.): Bayern und Böhmen. Kontakt, Konflikt, Kultur. Vorträge der Tagung des Hauses der Bayerischen Geschichte und des Collegium Carolinum in Zwiesel vom 2. bis 4. Mai 2005. (= Veröffentlichungen des Collegium Carolinum. Bd. 111). 1. und 2. Aufl. München 2007.
- Parlamentarische Führungsgruppen und politische Strukturen in der tschechischen Gesellschaft. Tschechische Abgeordnete und Parteien des österreichischen Reichsrats 1907–1914. (= Veröffentlichungen des Collegium Carolinum. Bd. 102). München 2012 (zugleich: phil. Diss., Universität Mainz, 2002).
- Zusammen mit Miloš Havelka und Stefan Zwicker (Hrsg.): Zivilgesellschaft und Menschenrechte im östlichen Europa. Tschechische Konzepte der Bürgergesellschaft im historischen und nationalen Vergleich. (= Veröffentlichungen des Collegium Carolinum. Bd. 109). Göttingen 2014.
- Zusammen mit Milan Hlavačka und Ulrike Lunow (Hrsg.): Tschechien und Bayern. Gegenüberstellungen und Vergleiche vom Mittelalter bis zur Gegenwart. Konferenzband des Collegium Carolinum, des Historický ústav AV ČR und des Hauses der Bayerischen Geschichte zur Bayerisch-Tschechischen Landesausstellung 2016/2017 in Prag und Nürnberg. München 2016; tschechisch: České země a Bavorsko. Konfrontace a paralely. Praha 2017.